# Formiana maenades
Formiana maenades är en fjärilsart som beskrevs av Druce 1885. Formiana maenades ingår i släktet Formiana och familjen mätare. Inga underarter finns listade i Catalogue of Life.